# Фабриций Вейентон
Фабриций Вейентон (на латински: Fabricius Veiento; Veientonius) е политик и сенатор на Римската република през 1 век пр.н.е.
Произлиза от фамилията Фабриции. Той осиновява Авъл Дидий Гал Фабриций Вейентон (суфектконсул 74, 80 и 83 г.), който е роден син или внук на Авъл Дидий Гал (суфектконсул 39 г.; управител на Мизия и Британия)
През 51 – 50 пр.н.е. Фабриций Вейентон e проконсул, управител на римската провинция Сирия след Марк Калпурний Бибул, при когото е бил легат. Сменен е от Квинт Цецилий Метел Пий Сципион.